# بوژکا
بوژکا (به لهستانی:  Bużka) یک روستا در لهستان است که در گمینا سارناکی واقع شده‌است.